# Левковка (Кировоградская область)
Левковка (укр. Левківка) — село в Новоархангельской поселковой общине Голованевского района Кировоградской области Украины.
Население по переписи 2001 года составляло 328 человек. В 2024 году составляет 145 человек. Почтовый индекс — 26107. Телефонный код — 5255. Код КОАТУУ — 3523687702.

## История
В XIX веке село Левковка было в составе Подвысокской волости Уманского уезда Киевской губернии. В селе была Богословская церковь.
До 2020 года село входило в Новоархангельский район.